# جورج ديكسون ستريت
جورج ديكسون ستريت هو قاضي كندي، ولد في 8 أكتوبر 1812، وتوفي في 1882.